# تسیتولیبی
تسیتولیبی (به چکی: Cítoliby) یک منطقهٔ مسکونی در جمهوری چک است که در ناحیه لوونی واقع شده‌است. تسیتولیبی ۶٫۸۲ کیلومتر مربع مساحت و ۱٬۰۰۰ نفر جمعیت دارد و ۲۳۶ متر بالاتر از سطح دریا واقع شده‌است.